# Rudolf Koechlin
Rudolf Ignaz Koechlin (Vienna, 11 novembre 1862 – Vienna, 11 febbraio 1939) è stato un mineralogista austriaco.

## Biografia
Ha studiato mineralogia, cristallografia, petrologia e la geologia presso l'Università di Vienna, ottenendo il dottorato nel 1887 con una tesi sulla manganite e pirolusite. A Vienna, i suoi insegnanti erano Gustav Tschermak e Albrecht Schrauf. Nel 1884 inizia a lavorare come volontario nel reparto mineralogico-petrografico della Naturhistorisches Hofmuseum a Vienna. Nel 1897 è diventato un "custode", in seguito è stato nominato curatore d'arte di prima classe (1912), e nel 1920, è stato nominato direttore del dipartimento mineralogico-petrografico.
La sua ricerca scientifica in gran parte tratta dei minerali trovati nella regione Tauri in Austria, come, la bornite, euclasio e titanite così come i sali minerali glauberite e blödite dalla miniera di sale a Hallstatt. Il minerale koechlinite è chiamato in suo onore.
Fu autore di circa 70 pubblicazioni scientifiche e ha fatto importanti contributi per la pubblicazione del "Mineralogisches Taschenbuch" (prima edizione, 1911). Dal 1910 al 1932, è stato membro della Wiener Mineralogische Gesellschaft. Nel 1922, divenne membro corrispondente dell'Accademia Austriaca delle Scienze.